# زکا (سازمان)
زکا (به عبری: זק"א، مخفف «شناسایی قربانیان فاجعه» (به عبری - «زیهوی کربانات آسون»/זיהוי קורבנות אסון) یک مجموعه از تیم‌های داوطلب واکنش اضطراری در اسرائیل است که هر کدام در یک منطقه پلیس فعالیت می‌کنند (دو تیم در منطقه مرکزی به دلیل ملاحظات جغرافیایی وجود دارد). این تیم‌ها توسط دولت اسرائیل به رسمیت شناخته شده‌اند. نام کامل این سازمان «زاکا - شناسایی، استخراج و نجات - مهربانی حقیقی» (به عبری - זק"א - איתור חילוץ והצלה - חסד של אמת) است. بزرگ‌ترین بخش‌های زاکا شامل زکا تل‌آویو و زکا جستجو و نجات هستند.
زکا قبل از قتل‌عام ۷ اکتبر ۲۰۲۳ با ورشکستگی مواجه بود. پس از حمله هدایت شده توسط حماس به اسرائیل در ۷ اکتبر ۲۰۲۳ و با مسئولیت بازیابی اجساد، آن‌ها از ۸ اکتبر ۲۰۲۳ شروع به جمع‌آوری کمک‌های مالی کردند. تا ۳۱ ژانویه ۲۰۲۴، آن‌ها بیش از ۵۰ میلیون شکل (معادل ۱۳٫۷ میلیون دلار) جمع‌آوری کرده بودند.

## پیشینه زکا
داوطلبان زکا به صحنه‌های حملات خشونت‌آمیز و قتل‌ها در سرتاسر اسرائیل پاسخ می‌دهند. این داوطلبان پرستاران آموزش‌دیده هستند و به صورت ۲۴ ساعته و ۷ روز هفته در دسترس هستند. زکا باقی‌مانده‌های اجساد، از جمله خون آن‌ها را جمع‌آوری می‌کند تا به‌طور مناسب طبق قوانین دینی وشرعی یهودی دفن شوند. داوطلبان مجاز به کار در روز شنبه (شبات) هستند، زیرا در موارد حیات و ممات، می‌توان شبات را شکسته کرد. در قوانین یهود زندگی هدیه الاهی است و برای دفاع از ان اجازه شرعی است که در راه نجات انسان قوانین دینی را زیر پا گذاشت.
اعضای داوطلب و زکا، که بیشتر آن‌ها یهودیان متدین هستند، به تیم‌های آمبولانس کمک می‌کنند، در شناسایی قربانیان خشونت، حوادث جاده‌ای و دیگر فاجعه‌ها یاری می‌رسانند و در صورت نیاز، اعضای بدن و خون ریخته شده را برای دفن مناسب یهودی جمع‌آوری می‌کنند. آن‌ها همچنین خدمات کمک‌های اولیه و نجات را ارائه می‌دهند، در جستجوی افراد گمشده کمک می‌کنند و در عملیات نجات و بازیابی بین‌المللی شرکت می‌کنند.
پس از اقدامات خشونت‌آمیز و غیرانسانی، داوطلبان زکا همچنین اجساد و اعضای بدن غیر یهودیان، از جمله بمب‌گذاران انتحاری، را جمع‌آوری کرده و برای بازگرداندن به خانواده‌هایشان می‌برند. عبارت «خسد شل امت» به انجام «مهربانی» برای نفع مردگان اشاره دارد که به عنوان «مهربانی حقیقی» در نظر گرفته می‌شود، زیرا دریافت‌کنندگان (مردگان) این مهربانی نمی‌توانند این مهربانی را جبران کنند.

## تاریخچه
این سازمان ریشه‌های خود را به گروهی از داوطلبان مذهبی نسبت می‌دهد که در بازیابی بقایای انسانی پس از حمله به اتوبوس شماره ۴۰۵ تل‌آویو-اورشلیم در اسرائیل در سال ۱۹۸۹، در دوران انتفاضه اول، کمک کردند. زاکا به‌طور رسمی در سال ۱۹۹۵ تأسیس شد.
در جریان حمله به خط اتوبوس ۴۰۵ در سال ۱۹۹۰، یهودا مشی زاهاو به همراه سایر دانش جویان در حوضه‌های دینی برای ارائه کمک‌های اولیه به قربانیان رسید. در راه خانه، او نتیجه‌گیری کرد که اگر از نظر دشمن همه برابرند، او نیز باید همین‌گونه عمل کند. در دهه ۱۹۹۰، او به صحنه‌های حملات بمب‌گذاری انتحاری در اسرائیل رسید و اجساد کشته‌شدگان را درمان کرد. به دنبال این تجربیات، زکا (شناسایی قربانیان فاجعه) تأسیس شد. در مقام رئیس زکا، او برای هم آشنایی و احترام متقابل میان ادیان و همزیستی مابین متدینین و سکولارها تلاش کرد.
در سال ۲۰۰۵، زکا واحدی برای اقلیت‌ها تأسیس کرد که شامل داوطلبان بدوی، مسلمان و دروزی است و به جوامع غیر یهودی اسرائیل، به ویژه بدوی‌ها در نگب و دروزی‌ها در جولان خدمت می‌کند. این واحدها همچنین زمانی که یهودیان مذهبی نمی‌توانند، در روز شنبه یهودی و تعطیلات مذهبی عمل می‌کنند. طبق قوانین یهودی، یهودیان می‌توانند برای نجات زندگی شنبه را نقض کنند، اما نمی‌توانند برای رسیدگی به اجساد این کار را انجام دهند. در سال ۲۰۱۰، زکا اعلام کرد که قصد دارد تعداد داوطلبان واحدهای اقلیت خود را به ۱۲۵ نفر افزایش دهد.
در سال ۲۰۰۴، گروهی از داوطلبان زکا با بقایای اتوبوس تخریب‌شده در بمب‌گذاری انتحاری اتوبوس شماره ۱۹ اورشلیم در تاریخ ۲۹ ژانویه ۲۰۰۴ به لاهه پرواز کردند. این بقایای اتوبوس، همراه با تصاویری از ۹۵۰ قربانی، به واشینگتن دی‌سی منتقل شد تا دولت ایالات متحده را به اقدام علیه تروریستهای فلسطینی ترغیب کند. این اتوبوس بعداً در دانشگاه‌های مختلف ایالات متحده به نمایش درآمد.
در اوت ۲۰۰۷، اعضای زکا به آتش‌زدن یک کوره سوزی اجساد مخفی در اسرائیل متهم شدند. بیشتر یهودیان معتقدند که یهودیان باید مطابق با سنت‌های دینی دفن شوند و نه سوزانده شوند. بنیان‌گذار زکا، یهودا مشی زاهاو، هرگونه دخالت زکا در آتش‌سوزی را تکذیب کرد اما وجود کوره سوزی اجساد را «بی‌احترامی به مردگان» خواند و گفت که کوره سوزی اجساد «مقدّر به نابودی در آتش» بود.
در ژانویه ۲۰۱۶، پس از دو تلاش ناموفق، سازمان ملل به زاکا مقام مشاور سازمان غیردولتی' اعطا کرد.

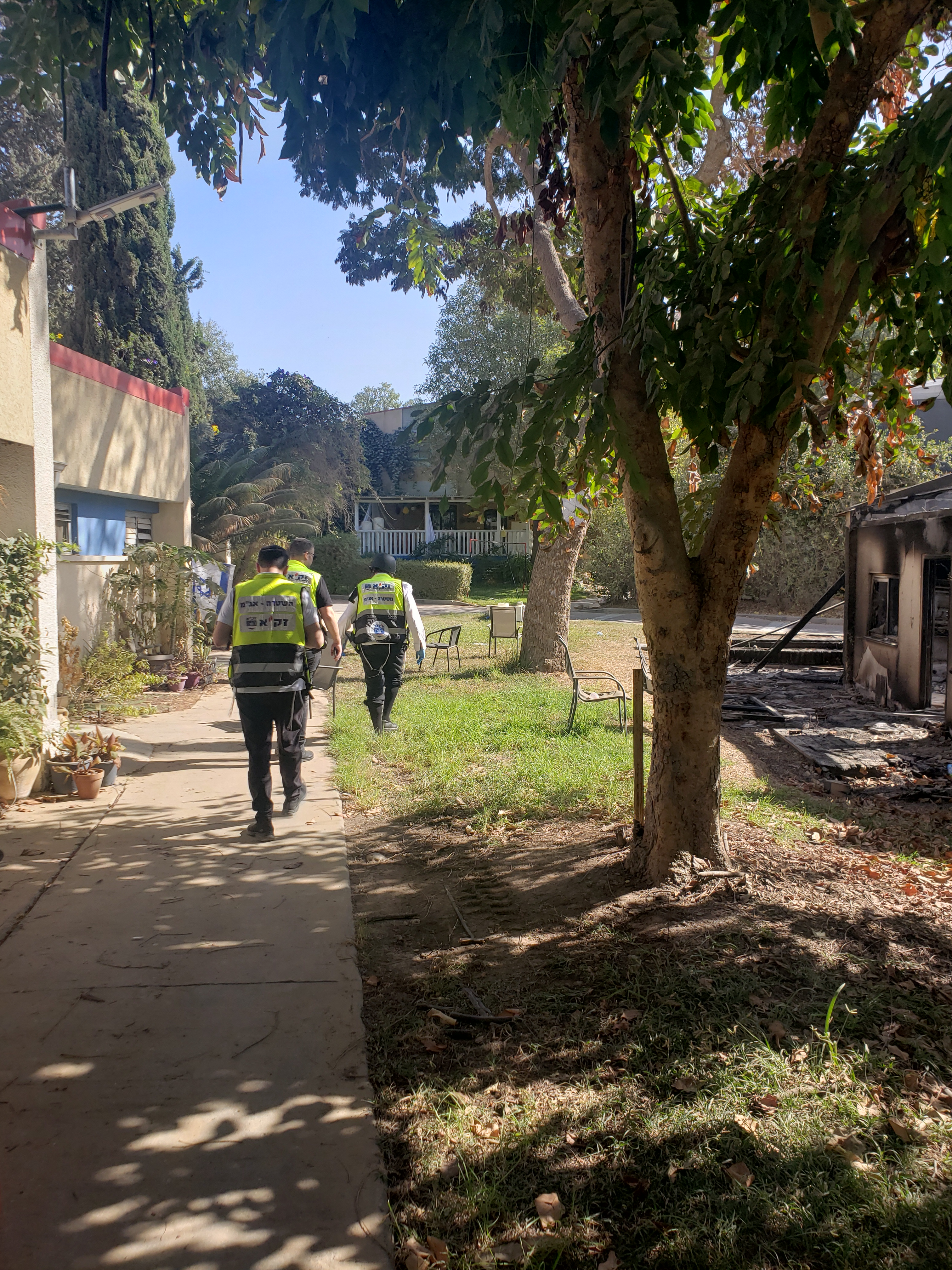
کیبوتص بِئری پس از کشتار ۷ اکتبر: داوطلبان سازمان زاکا در این کیبوتص مشغول جمع‌آوری و رسیدگی به اجساد قربانیان قتل‌عام هستند.

### عملیات بین‌المللی نجات و کمک رسانی و بازیابی
- در اواخر سال ۲۰۰۴ و اوایل سال ۲۰۰۵، اعضای زکا در پی زلزله اقیانوس هند ۲۰۰۴، در تایلند، سریلانکا، هند و اندونزی کمک‌رسانی کردند. گزارش‌ها حاکی از آن است که تیم‌های پزشکی قانونی به گروه زکا لقب «تیمی که با مردگان می‌خوابد» داده بودند، زیرا آن‌ها تقریباً ۲۴ ساعت شبانه‌روز در معابد بودایی در تایلند که به سردخانه تبدیل شده بودند، کار می‌کردند تا کسانی را که در سونامی جان باخته بودند شناسایی کنند. تجربه غم‌انگیز اعضای زکا، که به‌طور متوسط هفته‌ای ۳۸ جسد در اسرائیل مشاهده می‌کنند، به تیم پزشکی قانونی اسرائیل کمک کرد تا اجساد را سریع‌تر از بسیاری از دیگر تیم‌های پزشکی قانونی که در تایلند در پی فاجعه فعالیت می‌کردند، شناسایی کنند، که این امر موجب تقاضای بالا از سوی خانواده‌های داغدار شد.[۱۲]
- در فوریه ۲۰۰۷، زکا تیم جستجو و نجات ۱۰ نفره‌ای، که عمدتاً شامل غواصان نجات بود، به پاریس فرستاد تا به جستجوی یک مقام دفاعی اسرائیلی گمشده بپردازد. این مأموریت با تأمین مالی وزارت دفاع و با هزینه‌ای پیش‌بینی‌شده ۸۰٬۰۰۰ دلار انجام شد.
- در نوامبر ۲۰۰۸، داوطلبان زکا به بمبئی، هندوستان رفتند، پس از حملات تروریستی پاکستانی که یکی از اهداف آن‌ها مرکز یهودی بود.[۱۳]
- پس از زلزله هاییتی در سال ۲۰۱۰، یک هیئت شش‌نفره از واحد بین‌المللی جستجو و نجات زکا به هاییتی رسید تا در تلاش‌های جستجو و بازیابی کمک کند. با همکاری با هیئت نظامی مکزیکی و داوطلبان یهودی از مکزیک، در اولین روز پس از رسیدن آن‌ها، هشت دانشجو که زیر آوار ساختمان هشت‌طبقه دانشگاه پورتو پرنس گیر افتاده بودند، نجات یافتند.[۱۴][۱۵][۱۶]
- تیم‌های داوطلب زکا در مارس ۲۰۱۱ به ژاپن فرستاده شدند تا در جستجو و نجات پس از زلزله و سونامی ویرانگر کمک کنند.[۱۷]
- تیمی از زکا بخشی از یک مأموریت اسرائیلی به نپال در اواخر آوریل ۲۰۱۵ بود تا به جستجو برای یافتن قربانیان پس از زلزله و بهمن‌های بعدی کمک کند.[۱۸]
- در ژانویه ۲۰۱۹، تیمی از زکا به برزیل اعزام شد تا عملیات جستجو و نجات را پس از فروپاشی سد در برومادینهو انجام دهد.[۱۹]

### جانبازان و فداکاران زکا
چندین داوطلب زکا در نتیجه حمله وقتل عام حماس در تاریخ ۷ اکتبر ۲۰۲۳ جان باختند. دنی ووک، یک راننده، در جریان کشتار نتیو هاعسارا کشته شد.
آسیب‌های روانی گسترده‌ای در میان داوطلبان زکا به دلیل صحنه‌هایی که برای پاک‌سازی آن‌ها کار کرده بودند گزارش شده است.